# The Printer's Devil

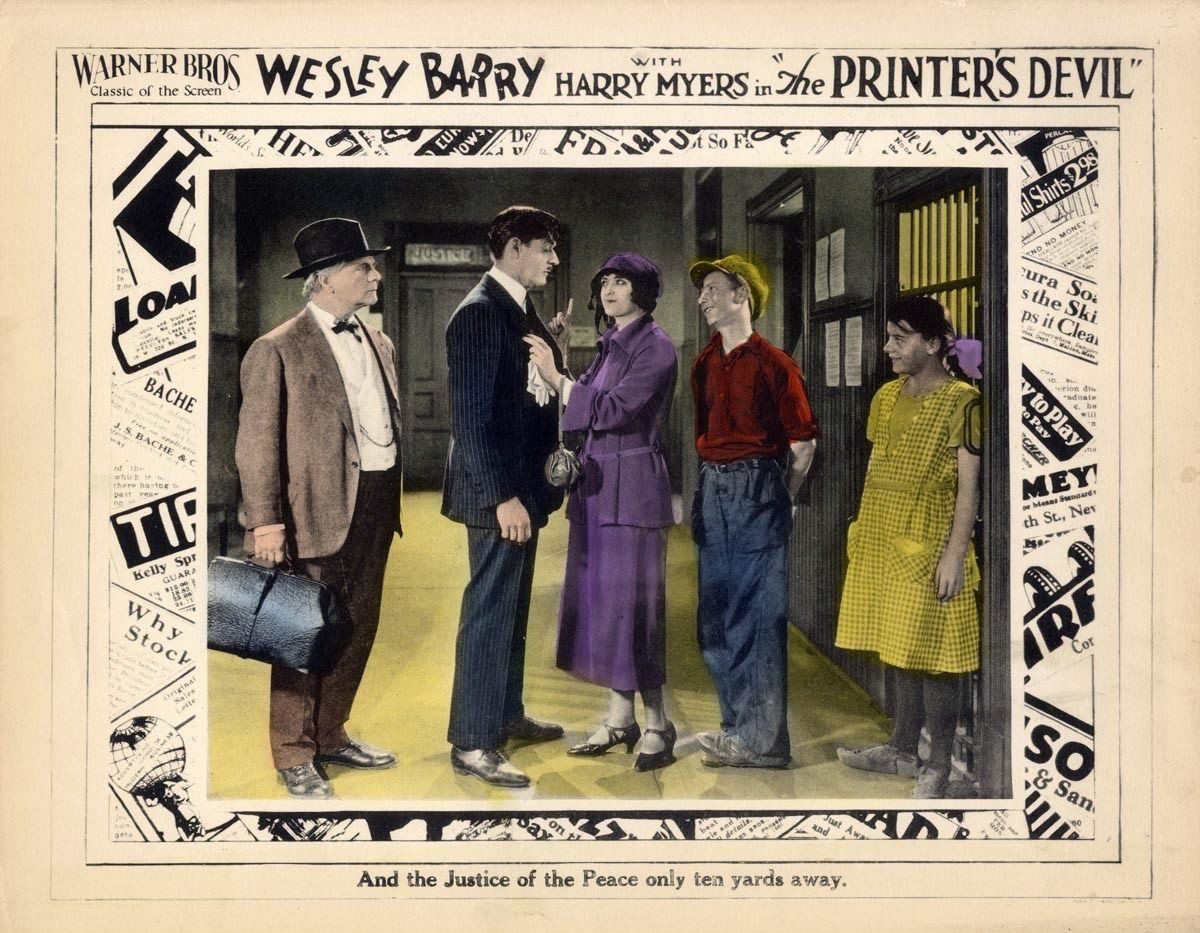
Carte promotionnelle du film

The Printer's Devil est un film américain réalisé par William Beaudine et sorti en 1923.

## Fiche technique
- Réalisation : William Beaudine
- Scénario : Julien Josephson d'après Ink Slinger de Julien Josephson
- Production :
- Montage : Clarence Kolster
- Distributeur : Warner Bros. Pictures
- Durée : 6 bobines[1]
- Date de sortie : 
  - États-Unis : 21 août 1923

## Distribution

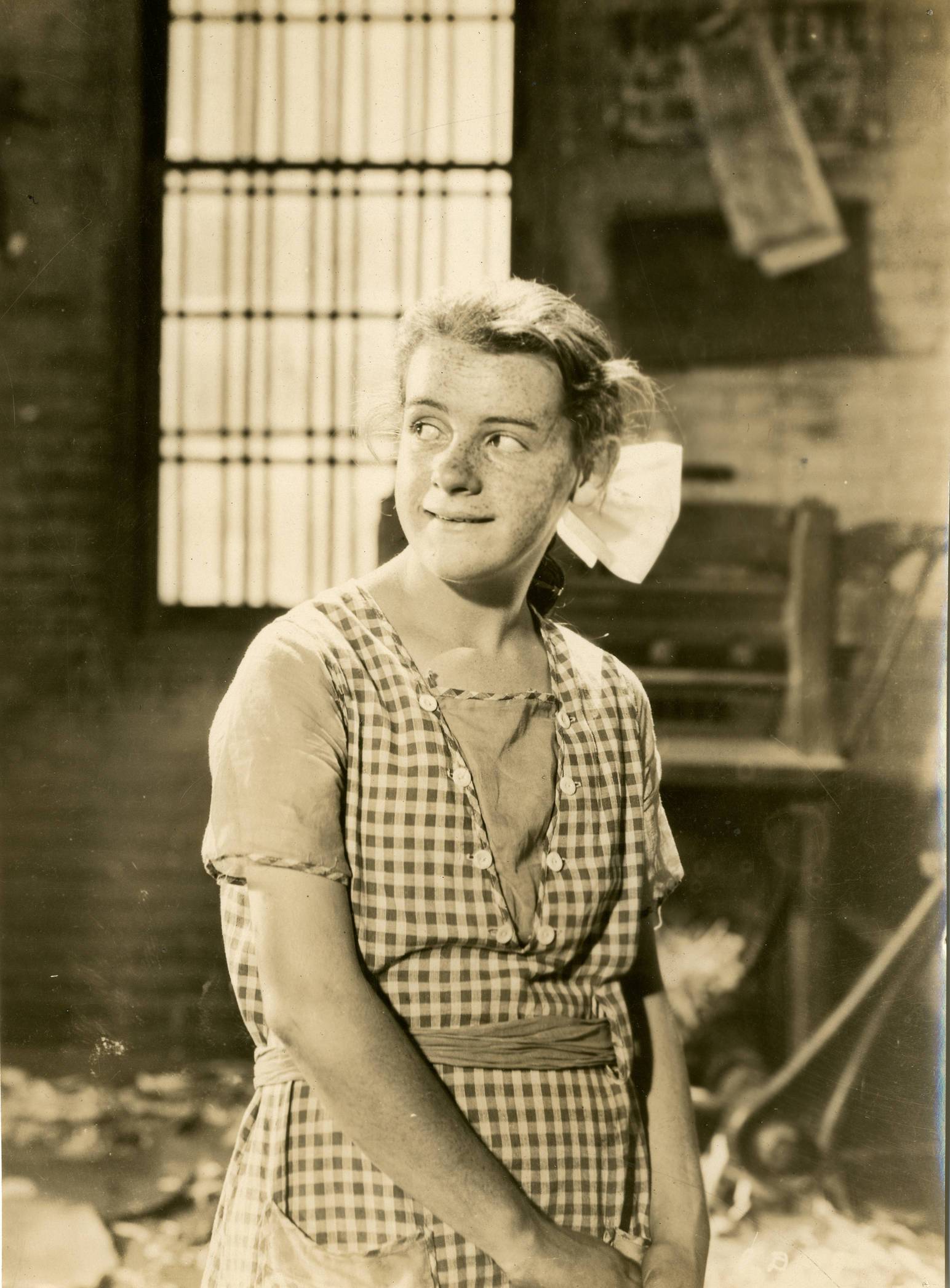
Mary Halter dans une scène du film.

- Wesley Barry : Brick Hubbard
- Harry Myers : Sidney Fletcher
- Kathryn McGuire : Vivian Gates
- Louis King : Lem Kirk
- George C. Pearce : Ira Gates
- Raymond Cannon : Alec Sperry
- Mary Halter : Dora Kirk
- Harry L. Rattenberry : Chet Quimby